# Ska
Ska je hudební žánr, který se vyvinul koncem padesátých let na Jamajce a je považován za předchůdce rocksteady a reggae hudby. Má typický kolísavý rytmus, je však rychlejší než reggae a často se mísí s punkem či jazzem.

## Historie

### Zrození jamajského ska
Ska vzniklo směsicí tradičního jamajského folklóru a amerických stylů, jako byly rhythm and blues (RnB) a jazz. Tradiční jamajskou hudbou bylo mento, což je směsice karibských, afrických a evropských hudebních vlivů. Používá se v něm směs evropských a afrických nástrojů (housle, bonga, banja). Nejpopulárnější bylo ve 40. letech. V 50. letech se prostřednictvím amerických radií, která se dala naladit i na Jamajce, dostalo na ostrov RnB, které se následně stalo velmi oblíbeným a vyhledávaným stylem. Postupem času jej začaly hrát i místní soubory. Když se americké RnB začalo měnit na rock and roll (na Jamajčany až příliš agresivní), začaly místní soubory mnohem více experimentovat s jazzem a mentem a vznikl shuffle, což byla právě směs těchto dvou stylů. Shuffle byl předchůdcem ska a položil jeho základy. Většinu tehdejších hudebníků vychovala Alpha boys´ school, která je vedla hlavně k tradičnímu jazzu. Po dokončení školy většina jejich žáků zakládá velké big bandové orchestry po vzoru amerických jazzových hvězd.
Koncem padesátých let 20. století byly velké bigbandové americké orchestry nahrazeny menšími soubory s více bebop/RnB zvukem. V té době i většina jamajských souborů značně mění svoji tvář. Většina muzikantů je ovlivněna poslechem amerických rozhlasových šlágrů a tento fakt se zákonitě promítá v jejich následné tvorbě. Přesto Jamajčané skórují a přicházejí s něčím naprosto novým.

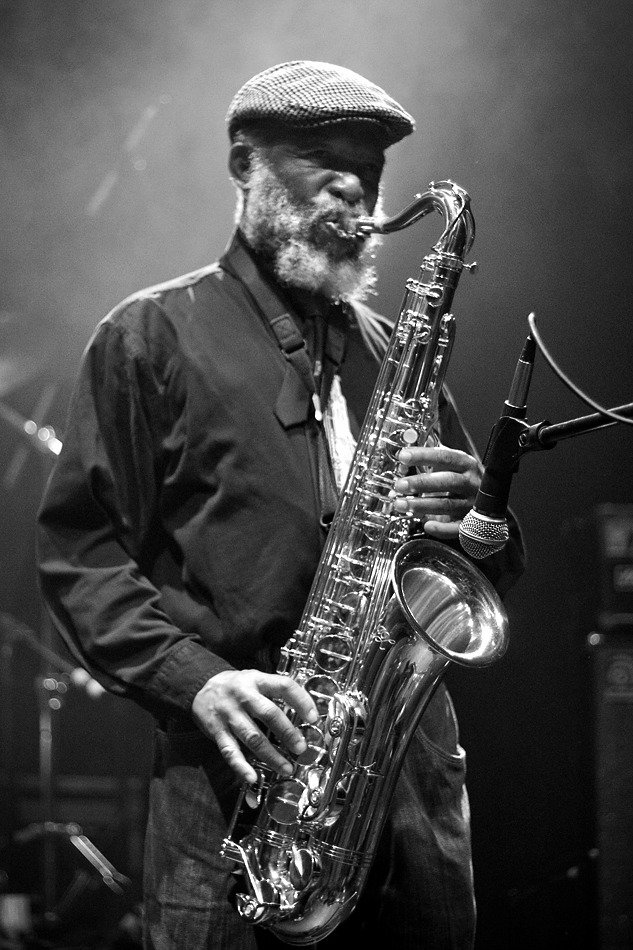
Saxofonista kapely The Skatalites

Zvyšující důraz je kladen na offbeatový rytmus menta, který přichází krátce a oddělovaně. Typickým rysem nově vzniklého hudebního stylu – ska – je zřetelně synkopovaný rytmus držený kytarou a klávesami.
Prvním, kdo využil tohoto rytmu, byl Ernest Ranglin společně s Cluett Johnson & The Blue Buster,
kteří pravděpodobně ska i pojmenovali. Cluett Johnson je znám svým pozdravem Love skaska voovie, ten samý při jiné příležitosti řekl: „Make the guitars go ska! ska! ska!“.
Rytmus ska byl odvozen ze shuflle a boogie, které bylo v místních dance halls velmi oblíbené. Kombinací populárních stylů jako je mento, burron rhythm a stylů nových byly položeny základy první populární jamajské hudby. Do jisté míry se zde promítaly i vlivy z okolních karibských ostrovů, které s sebou přiváželi emigranti z Kuby (Laurel Aitken), Trinidadu, Barbadosu a jiných. Ska boom se dostavil zároveň se získáním nezávislosti a odjezdem Angličanů v roce 1962. Ska se na Jamajce stalo nesmírně populárním a hudební producenti je začali šířit do zbytku světa. Tyto kroky měly plnou podporu vlády a v roce 1964 bylo ska na Newyorském světovém veletrhu prezentováno jako „National music of Jamaica“ (jamajská národní hudba).
Texty měly několik podob od klasických popových popěvků přes náboženské až po politicky orientované texty a texty odrážející sociální aspekty života na Jamajce, často okořeněné místním nářečím – patois.
Mezi nejznámější interprety tohoto období patří například Byron Lee and the Dragonaires, Jimmy Cliff, Prince Buster (vlastním jménem Cecil Campbell), The Wailers, Desmond Dekker nebo třeba The Skatalites, kteří na samém počátku hráli jazz.

#### Rude Boys

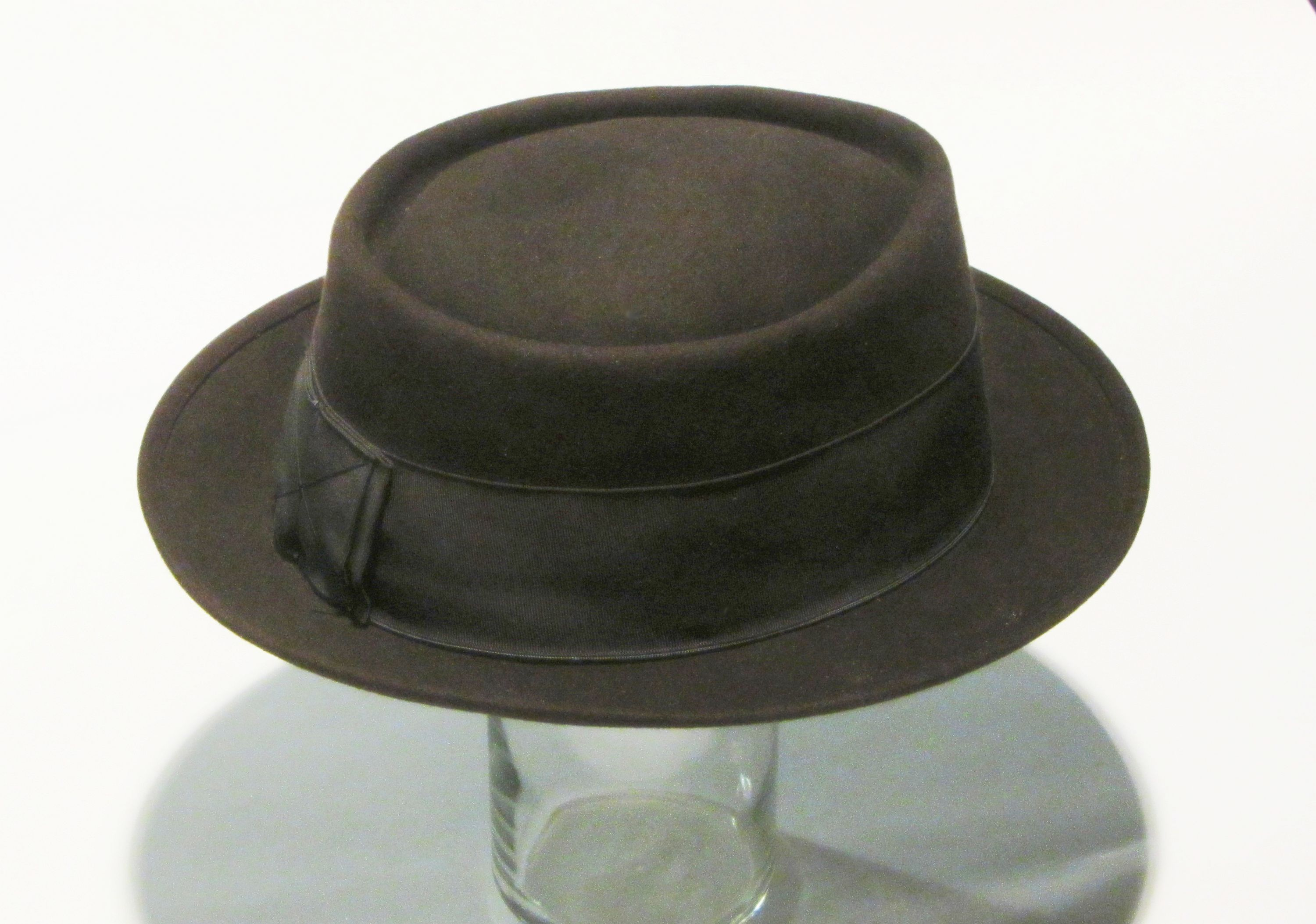
Typický klobouček pork pie ze 40. let 20. století

Rude boys byli klasickým prototypem rebelů, bouřících se proti ekonomickým tlakům a sociálním nerovnostem na Jamajce. Většina z nich byla bez Práce a vzhledem k tomu, že často žili mimo zákon, byli také nazýváni Scofflaws. Svým oblékáním (černé sako, úzké kravaty, pork pie hat – klasicky klobouček) s oblibou napodobovali hollywoodské gangstery a texty této epochy odrážely jejich mnohdy nelehký život v ghettu.
Avšak i způsob, kterým na ska tancovali, do jisté míry ovlivnil samotný vývoj tohoto hudebního stylu. Při tanci si osvojili mnohem hrozivější vystupování, než jaké bylo běžné v tradičním stylu. Rytmicky pohybovali rukama dopředu a zpět, a výsledkem byla mnohem ostřejší hudba. Basová linka byla více synkopovaná, stojící v protikladu lehkému a uvolněnému boogie stylu.
Příkladem písní věnovaných tematice Rude boys jsou: Lawless street (The Soul Brothers), Gunmen comin' to town (The Heptones), 07 Shanty Town (Desmond Dekker) nebo A message to you Rudi (Dandy Livingstone).

### Od rocksteady k reggae

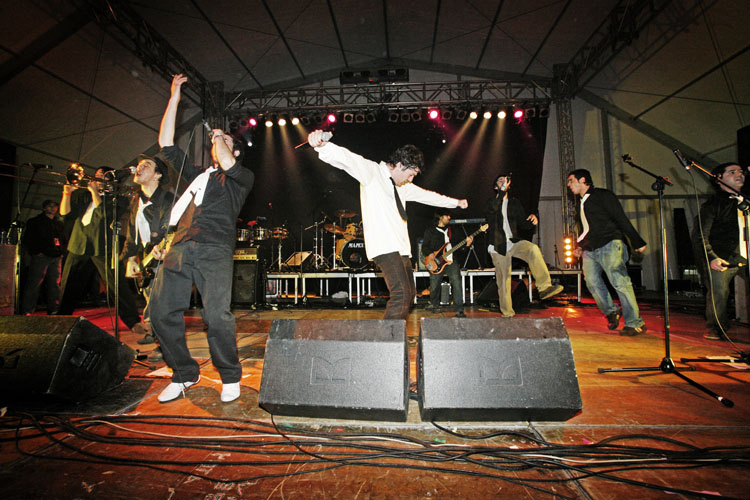
Festivern-53

Odpověď na otázku po rozdílu mezi ska a rocksteady není jednoduchá, jelikož někdy rocksteady lehce koketuje se ska a jindy zase naopak s reggae. Časová linie prochází od ska přes rocksteady k reggae a rocksteady je tedy jakýmsi pomyslným středem mezi oběma styly.
Jedno logické vysvětleni, které se můžete dočíst v podobě oblíbené historky na mnohých internetových stránkách, je prosté: Horké počasí roku 1966, tvrdošíjný ska beat a tempo lidí natolik unavovaly, že se zrodilo rocksteady. Rocksteady lze tedy chápat jako pomalejší ska bez náboženských textů. Jedním z reálnějších důvodu vzniku by mohl být vliv amerického soulu. Místní soubory se stejně jako kolem roku 1960 i v tomto případě nechaly inspirovat. V rocksteady se také mnohem méně využívaly dechové nástroje – byly zatlačeny do pozadí anebo jen přizvukovaly – mnohem větší důraz byl kladen na zpěv a basovou linku, která někdy připomíná roots reggae.
Nejpozoruhodnějším hitem rocksteady éry byl bezesporu hit The tide is high od kapely The Paragons, kterým se v osmdesátých letech nechala inspirovat – a následně proslavila – kapela Blondie.

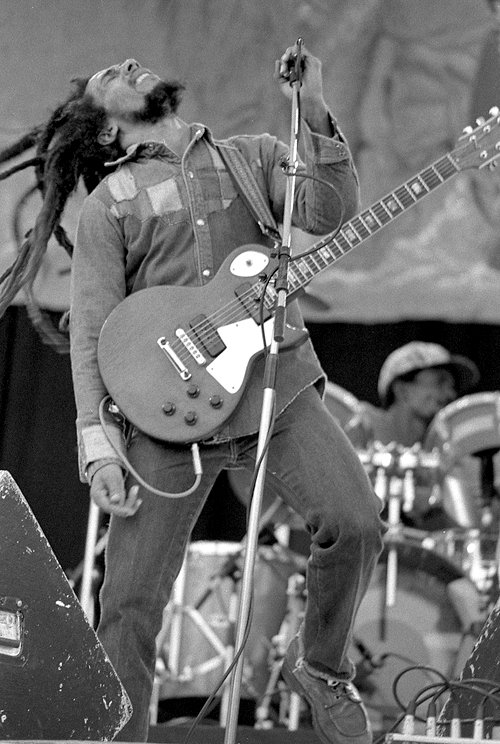
Bob Marley – pravděpodobně nejznámější interpret reggae

Koncem roku 1968 se náhle kouzlo rocksteady vytrácí a nahrazuje ho rychlejší styl, kterému se říká reggae, v počátcích také reggay. Pojmenování dostal podle rocksteady hitu kapely Toots and the Maytals — Do the reggay. Nejpravděpodobnějším důvodem vzniku reggae byla rivalita mezi místními producenty, kteří se snažili svrhnout nadvládu dvou nejsilnějších studií, Studio One a Truassure Isle, vynalézáním nových hudebních postupů a inovací. Mezi hvězdy prvotního reggae (dnes zvaného early reggae) patřily kapely The Pioneers, Toots and the Maytals, Derrik Morgan, Desmond Dekker, Harry J all stars, Gaylads či Mr. Symarip. Texty nebyly ještě tolik náboženské, i když rastafariánství se v nich už občas vyskytovalo. Tématem byla spíše alkoholová zábava a občas nějaká sociální kritika. Hojně byla využívána klávesová sóla a nahrávány instrumentální verze. Prvotní reggae bylo oblíbené hlavně mezi britskými skinheady, proto je dnes označováno většinou jako skinhead reggae. Začátkem 70. let se v reggae mnohem více angažují rastafariáni a africká tradice (například nyabinghy bubnování), reggae se začíná zpomalovat a vzniká styl roots reggae, který si většinou pod pojmem reggae každý vybaví.
I těm, kterým reggae neříká téměř nic, se při jeho vyslovení vybaví jméno Bob Marley (1945–1980) a jeho hity jako Could You Be Loved, I Shot the Sheriff, No Woman, No Cry či Buffalo Soldier. Tenor saxofonista Cedric Brooks z dnes již legendárního jamajskeho seskupeni The Skatalites na otázku, jaký vlastně Bob byl, odpověděl: „Bob? Bob was a cool man!“ – míněno tak, že Bob nechtěl zůstat uzavřený a tak opustil roots reggae a otevřel se světu.
Pro zapřisáhlé fanoušky reggae je mnohem podstatnější postavou Peter Tosh, který však slávy Boba Marleye zdaleka nedosáhl. Mezi další představitele reggae, širší veřejnosti téměř neznámé, patři například: Jimmy Cliff, Gregory Issacs, Toots and the Maytals, The Heptones, Lee Perry, Greyhound, Dennis Brown, John Holt, Cornell Campbell, David Curley, Dillinger, The Upsetters, Yellow Man, U-Roy, I-Roy, Prince Far I a další.

### Zrození britského ska
Do Velké Británie se ska dostalo společně s vlnou imigrantů a na samém počátku bylo nazýváno jako blue beat. Prvním mezinárodním hitem byla píseň My boy lollipop (Millie Small), nahraná v roce 1964 a vydaná na Island Records. (V Česku je známá coververze této písně v podání Yvonne Přenosilové.)
Mezi další úspěšné písně této éry patří Guns of Navarone (The Skatalites), Carry go bring come (Justin and The Dominues) či Rudy, a message to you (Dandy Livingstone). Na rozdíl od Jamajky se v Británii ska hrálo společně s nově vzniklým rocksteady až do roku 1968, kdy ho nahradilo reggae. Počínaje rokem 1969 se v hitparádě začínají umísťovat hity jako Monkey Man (Toots and the Maytals), Long shot kick de bucket (The Pioneers).

#### 2Tone

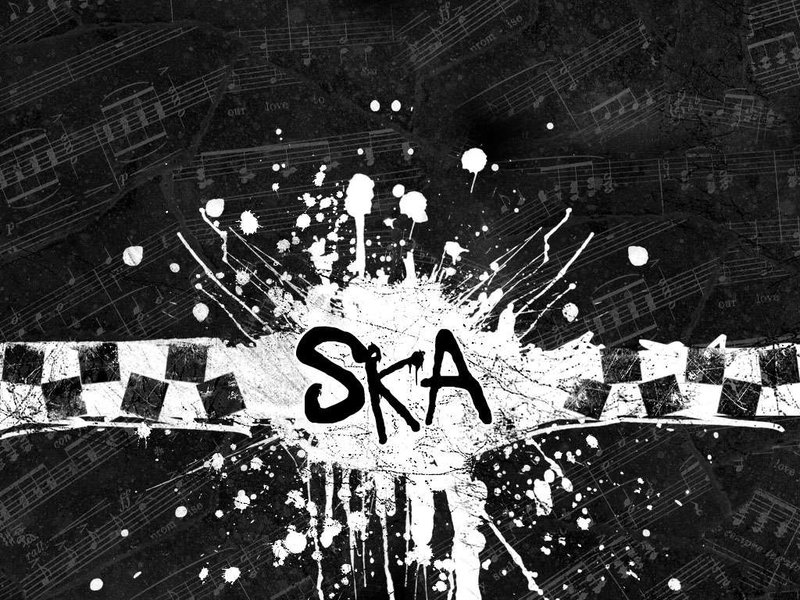
Tapeta s použitím motivu šachovnice typického pro ska

Koncem 70. let s velkou popularitou reggae vzniká také stále větší zájem o styly, které mu předcházely. Tento zájem vyvrcholil v roce 1979 v Británii díky kapelám, jako byly The Specials, The Madness, The Selecters, The Beat, Bad Manners, The Bodysnatchers nebo The Hotknives. Tyto kapely začaly hrát předělávky původního jamajského ska, avšak byly ovlivněny doznívající punkovou érou, a proto byl 2Tone mnohem kombinovanější a rychlejší než jamajské ska z 60. let. Většina kapel předělávala staré jamajské hity a fanoušci věřili, že jsou opravdu jejich. Slavná píseň od The Specials A message to you Rudy je předělávkou stejnojmenného hitu od Dandyho Livingstona, píseň The Madness od stejnojmenné kapely je původně hit z 1. poloviny 60. let od Prince Bustera. The Selecters předělali zase jeden z největších hitů jamajského ska Carry go bring come od kapely Justin Hinds and Dominies.
2Tone hráli převážně angličtí hudebníci (většinou sídlící ve West Midlands), kteří vyrostli v 60. letech na jamajské hudbě a jamajských rytmech. Snažili se hrát podobným stylem, který kombinovali spolu se soudobým punkem a pop music. Nový hudební žánr je známý jako 2 Tone, protože většina kapel vydávala svá první alba v legendárním nakladatelství Two Tone Records, založené klávesistou The Specials Jerry Dammersem. Další nakladatelství 2Tone stylu byla Stiff Records a Go Feet Records.
Jerry Dammers vytvořil pro 2Tone i originální grafiku. Jedná se o šachovnici, která zůstala symbolem ska dodnes. Většina lidí si šachovnici spojuje s rovností černých a bílých lidí, ale původně ji měl Jerry Dammers na svém skútru a jednoduše se mu tento vzor líbil, a tak ho použil. Za asistence Horace Pantera vytvořil Walt Jabsco postavičku rude boye, který se stal logem reprezentující 2Tone žánr. Založil ho na podobizně Petera Toshe z 60. let a zahrnul do něj i černo-bílý šachovnicový vzor.
Počínaje rokem 1981 2Tone éra pomalu upadá a i některé kapely přestávají hrát ska a přiklánějí se k jiným stylům, ale subkultury spojené s 2Tone stále přežívají a jsou věrny svým ideálům.
2Tone éra dala ska skutečně nový rozměr v podobě energické rychlé muziky, sociálních a politických textů zaměřujících se na školu, práci, zločinnost, rasismus, ale i na pití piva a užívání si legrace.

### Třetí vlna ska

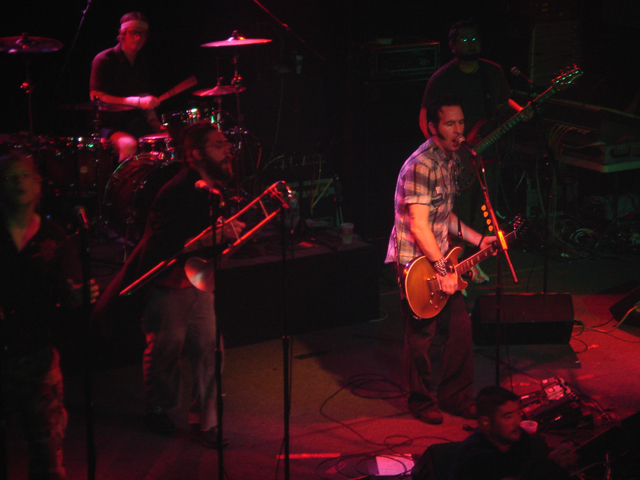
Třetí vlna ska, Reel Big Fish

Třetí vlna započala koncem 80. let hlavně ve Spojených státech díky kapelám jako Toasters, skapunkovým průkopníkům Mighty Mighty Bostones. Charakteristická je pro ni naprostá uvolněnost. Začátkem 90. let některé kapely (jako už zmínění Mighty Mighty Bostones) stále více propojují ska s punkem. Hudba je mnohem agresivnější než v 2Tone éře a vzniká skapunk. Tato epocha se vyznačuje nevázaností, absolutní rozmanitostí a mixováním různorodých žánrů (skacore a kombinování ska s dancehallem). Zatímco v první vlně je středem ska Jamajka a ve druhé vlně Británie, třetí vlna již zasahuje celou planetu. Kapely vznikají po celé Evropě, Severní i Jižní Americe, ale i Asii a Austrálii. Třetí vlna dává šanci jak novým souborům, tak i legendám. Na turné se opět vydávají legendární The Skatalites, Desmond Dekker, The Selecters, The Hotknives či Mr. Reviews a Skarface.

## Ska v Česku
V České republice působí také množství kapel hrajících ska. Mezi nejznámější patří Sto zvířat nebo Tleskač, ze slovenských kapel pak Polemic.